# För rikets säkerhet
För rikets säkerhet (engelska: Defence of the Realm) är en brittisk-australisk politisk thrillerfilm från 1985 i regi av David Drury.

## Handling
Två journalister följer upp en affär involverande en brittisk före detta minister och en östtysk diplomat.

## Rollista i urval
- Gabriel Byrne - Nick Mullen
- Greta Scacchi - Nina Beckman
- Denholm Elliott - Vernon Bayliss
- Ian Bannen - Dennis Markham
- Bill Paterson - Jack MacLeod
- Fulton Mackay - Victor Kingsbrook
- David Calder - Harry Champion
- Robbie Coltrane - Leo McAskey
- Mark Tandy - Philip Henderson
- Danny Webb - Danny Royce